# الأرملة الطروب (فلم)
الأرملة الطروب فيلم دراما مصري تم إنتاجه عام 1956 وهو أول أفلام محمد جمال التي يظهر فيها لأول مرة.
تم تصوير المناظر الخارجية على ضفاف البسفور في تركيا ومتحف قصر المنيل .

## القصة
عبد العال (حسن فايق) رجل محب للمال، أجبر إبنته الشابة سميره (ليلى فوزى) على الزواج من الثري التركي (رستم بك) الذي يكبرها بأربعين عاما، عاشت معه 5 سنوات على ضفاف البسفور في تركيا، وبعد موته اكتشفوا حرمانه لأسرته من ثروته، التي اختص بها (سميرة) بشرط أن تظل أرملة لاتتزوج، فإذا تزوجت تؤول الثروة لأسرته وعلى رأسها شقيقه عاصم بك (عبد السلام النابلسى) حرص عاصم بك على الزواج من سميره، ليحصل على ثروة أخيه الموزعة بين تركيا ومصر، فلما رفضت سميره هددها بالقتل، فاضطرت لمجاراته، واستغلت خروجه وهربت إلى مصر، مجدى (كمال الشناوى) من نفس العائلة التركية، حاول أن يوقع بسميرة وتتزوجه وتفقد بذلك الثروة التي ورثتها، وذلك مقابل مبلغ كبير من المال، ولكن حينما ذهب مجدى إلى القصر لمقابلة سميرة، ادعت أمامه أنها الخادمة، وأن سيدتها بداخل القصر، ودفعت خادمتها لتمثل أنها سميره هانم أمام مجدى، وقع في براثن حب سميره التي يظن أنها الخادمة، حضر عاصم لمصر للاطمئنان على سير الأحداث لتتوالى أحداث الفيلم.

## فريق العمل
قصة وحوار: أبو السعود الإبياري
سيناريو وإخراج: حلمي رفلة
إنتاج: حلمي رفلة
مدير التصوير:مصطفي حسن
مدير الإنتاج: أديب جابر
مونتاج: حسنوف
كلمات الأغاني: فتحي قورة،
ألحان: محمود الشريف، محمد جمال
غناء: محمد جمال

## بطولة
- ليلى فوزي سميرة
- كمال الشناوى مجدي
- عبد السلام النابلسي عاصم بك
- حسن فايق عبدالعال
- محمد جمال حشمت
- زينات صدقي لواحظ
- فيكتوريا حبيقة خديجة هانم
- عدلي كاسب وجدي
- عبد النبي محمد
- منير الفنجري
- كيتي راقصة
- زينات علوي راقصة
- عبد الحميد زكي كاطم أغا
- حسن إسماعيل
- عبد الحليم القلعاوي